# Julia Huxley
Julia Huxley (née Arnold) (1862 - 1908) est une universitaire britannique. Elle fonde la Prior's Field School pour filles, à Godalming, Surrey en 1902.

## Biographie
Née Julia Arnold en 1862 de Julia Sorell Arnold, la petite-fille de William Sorell (en), et de Thomas Arnold (universitaire) (en), un érudit littéraire , elle est la nièce du critique Matthew Arnold et de l'auteur et administrateur colonial William Delafield Arnold et la sœur de Mary Augusta Ward, l'écrivain et journaliste William Thomas Arnold (en), et la militante pour le suffrage Ethel Arnold.
Elle rencontre Lewis Carroll dans son enfance et elle et sa sœur Ethel figurent dans un certain nombre de ses photographies. Ethel rapporte plus tard qu'elle appréciait l'attention comme une pause dans sa vie familiale moins qu'heureuse. Ethel reste amie avec Lewis Carroll à l'âge adulte. Pour Noël en 1877, Lewis Carroll conçoit le jeu de mots Doublets pour Julia et Ethel. Le jeu est ensuite publié par Vanity Fair et par Carroll .

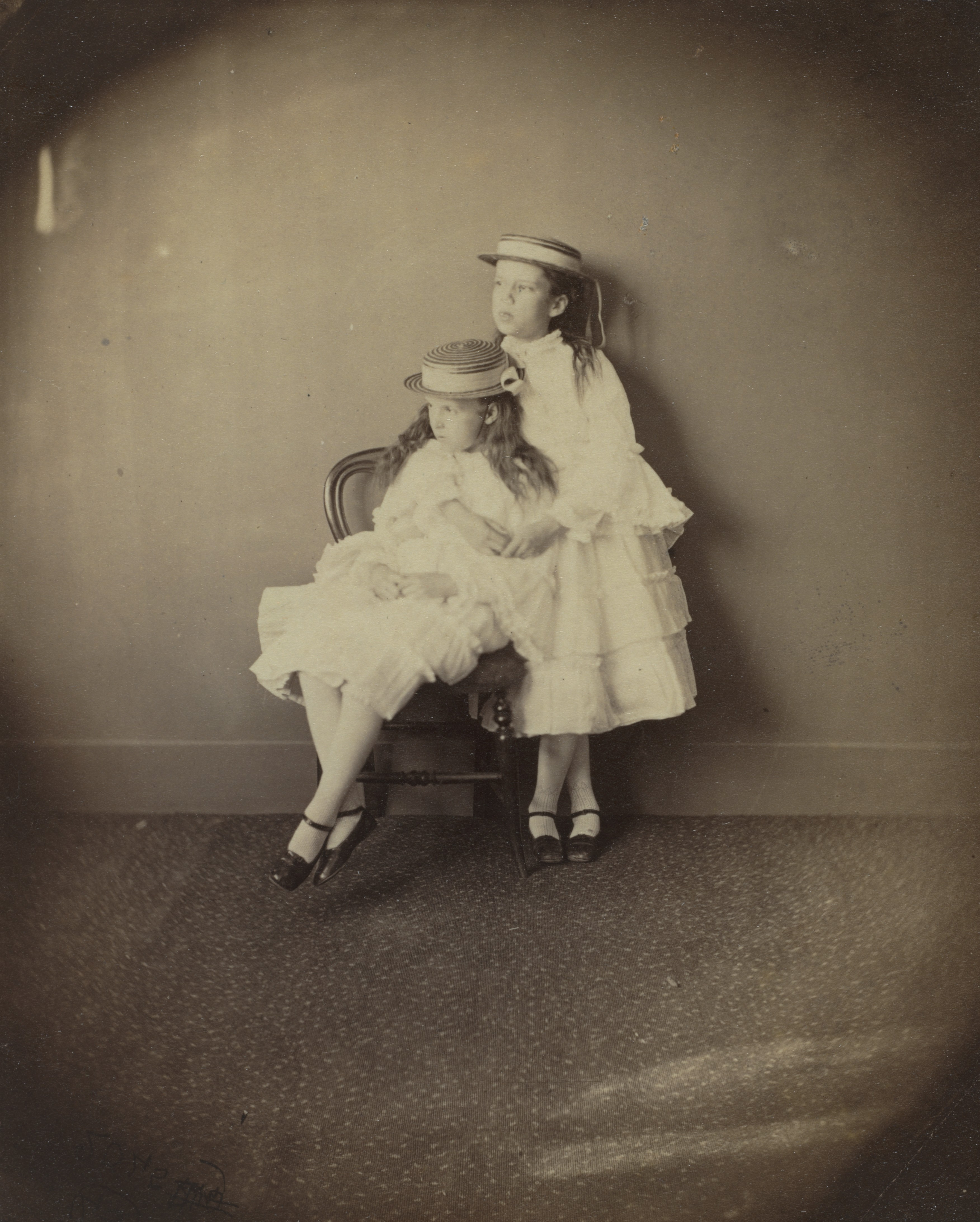
Julia et sa soeur Ethel Arnold en 1872 par Lewis Carroll

Elle étudie au Somerville College d'Oxford où elle reçoit un prix en littérature anglaise en 1882 . Julia épouse Leonard Huxley en 1885.

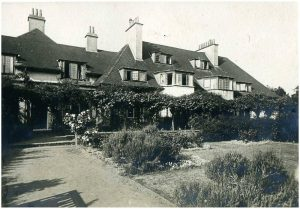
École de prior's field en 1904

En janvier 1902, Julia Huxley fonde une école remarquable qui est la Prior's Field School pour filles, à Godalming, Surrey . L'école commence avec un terrain de cinq acres (2 ha) et une maison de taille moyenne conçue par CFA Voysey ,.
En tant que chef, elle apprend à ses élèves à apprécier la culture et la solitude et à être bibliophiles. C'est une enseignante intelligente et talentueuse qui a une discipline détendue .

## Mort et héritage
Elle meurt, à l'âge de 46 ans, d'un cancer en 1908. A cette époque, elle est directrice depuis six ans. En juin 1908, son école compte 85 élèves et 86 "Old Girls" . Elle est remplacée comme directrice par Ethel Burton-Brown, qui a été son adjointe .
Le service funèbre de Huxley a lieu dans la chapelle du cimetière de Watts et elle est enterrée près de l'un de ses murs. Les élèves de l'école assistent au service. Les cendres de Leonard Huxley et de son fils Aldous y sont également enterrées .
En mars 2017, l'école qu'elle a fondée ouvre un nouveau centre des sciences, de la technologie et de la musique, nommé Arnold Building, en sa mémoire .

## Vie privée
Julia et Leonard Huxley se marient en 1885 et ont quatre enfants ensemble : Julian Huxley (1887-1975), Noel Trevenen (ou Trevelyan) Huxley (1889-1914), le romancier Aldous Huxley (1894-1963) et Margaret Arnold Huxley (1899-1981) .